# Monte Amida
El monte Amida (阿 弥陀 岳 'Amidadake'?) es una elevación de 837 metros situada en Saeki-ku, Hiroshima, Japón.
En este monte nace el río Yahata, próximo a la villa  de Yuki, también en el distrito de Saeki-ku, corriendo hacia el oeste atravesando la prefectura de Hiroshima y desembocando en la bahía de Hiroshima.
La vegetación de la zona consiste principalmente en cipreses y cedros.
- Datos: Q6919402